# Mykyta Konowałow
Mykyta Serhijowycz Konowałow, ukr. Микита Сергійович Коновалов (ur. 10 czerwca 1994 w Kijowie) – ukraiński piłkarz, grający na pozycji pomocnika. Syn znanego piłkarza Serhija Konowałowa.

## Kariera piłkarska

### Kariera klubowa
Wychowanek Szkoły Sportowej nr 15 w Kijowie i Zirki Kijów, barwy których bronił w juniorskich mistrzostwach Ukrainy (DJuFL). W 2012 rozpoczął karierę piłkarską w amatorskim zespole Chwyla Andrijiwka, a 13 lipca 2012 debiutował w drużynie rezerw PFK Sewastopol, a potem grał w drugiej drużynie klubu. Po rozformowaniu sewastopolskiego klubu latem 2014 próbował swoich sił w Olimpiku Donieck, ale rozegrał 2 mecze w drużynie rezerw i opuścił doniecki klub. W lutym 2015 został piłkarzem Gurii Lanczchuti. We wrześniu 2015 przeszedł do klubu Arsenał-Kyjiwszczyna Biała Cerkiew.